# أرتور غونزاليس
أرتور غونزاليس (بالإسبانية: Arturo González)‏ (5 سبتمبر 1994 المكسيك - ) هو لاعب كرة قدم مكسيكي، شارك في كرة القدم في الألعاب الأولمبية الصيفية 2016.

## مسيرته الكروية
لعب أرتور غونزاليس خلال مسيرته الاحترافية مع ناديين في تسعة مواسم وسجل خلالها 20 هدف ضمن 146 مباراة. ولم يفز بأي موسم بالكأس وفاز في موسم واحد بالدوري.
خاض أرتور غونزاليس مسيرته مع نادي أطلس في موسم 2011–12 ليلعب معه خمسة مواسم، مشاركًا في 84 مباراة سجل خلالها 14 هدفًا. ثم انتقل إلى نادي مونتيري في موسم 2016–17 ليلعب معه أربعة مواسم، حيث شارك في 62 مباراة سجل خلالها 6 أهداف.

## روابط خارجية
- أرتور غونزاليس على موقع الاتحاد الدولي (مؤرشف)  (الإنجليزية)
- أرتور غونزاليس على موقع قاعدة بيانات كرة القدم.إي يو (الإنجليزية)
- أرتور غونزاليس على موقع ناشيونال فوتبول تيمز (الإنجليزية)
- أرتور غونزاليس على موقع Soccerway.com (الإنجليزية)
- أرتور غونزاليس على موقع اللجنة الأولمبية الدولية (الإنجليزية)
- أرتور غونزاليس على موقع أوليمبيديا (الإنجليزية)
- أرتور غونزاليس على موقع AS.com (الإسبانية)